# Acacia sessiliceps
Acacia sessiliceps é uma espécie de leguminosa do gênero Acacia, pertencente à família Fabaceae.